# 8380 Tooting
8380 Tooting è un asteroide della fascia principale del diametro medio di circa 12 km. Scoperto nel 1992, presenta un'orbita caratterizzata da un semiasse maggiore pari a 2,7484669 au e da un'eccentricità di 0,1543357, inclinata di 14,02251° rispetto all'eclittica.
L'asteroide è dedicato all'omonimo quartiere londinese.